# 斯特凡尼娅·福利尼
斯特凡尼娅·福利尼（義大利語：Stefania Follini；1961年8月16日—）是一名意大利籍室内设计師，她在1989年一項昼夜节律實驗中獨自在新墨西哥州卡爾斯巴德的洞穴內度過了130天而成名。

## 生平
福利尼生於意大利安科纳，本職是室内设计師。27歲時，在實驗前選拔中從20名參選者中脫穎而出。
實驗在1989年1月13日正式進行，這實驗由拓荒先鋒探索（Pioneer Frontier Explorations）和美國太空總署一起組織，選址在新墨西哥州的一個洞穴。她被安放在洞穴內一個6.1米x3.7米的亞克力玻璃房中，不受自然界24小時循環影響，她亦不知道時間。實驗開始後，她的生理時鐘變成28小時一天，之後變成48小時一天，有時她會醒來20小時，然後睡10小時。福利尼的同伴是她的結他，一台電腦，兩隻友善老鼠，一些青蛙和草蜢。在實驗期間，她說感到不愉快，因為沒有人能使她高興，她與外界唯一溝通工具是那台電腦終端機。為了減輕無聊，她用紙板做的剪紙來裝飾洞穴。
福利尼的每日生活節奏變得越來越慢，三餐的分隔時段亦越來越長，體重減少了17磅（7.7）。她的主要食物是豆和飯，是她失去維他命D的原因之一，她說甚至有段時期月經週期停了。福利尼持續練習柔道來保持她的力量和靈活性。1989年5月22日，實驗結束後，她首次接觸外界陽光，被問到她自認爲的日期時，她認爲是3月14日或15日，這和實際日期比相差兩個月。從洞穴出來後的她「蒼白、瘦弱」。她在洞穴中度過了130天，打破世界紀錄成為世上在洞穴中被隔離最長的人。